# オリンポスの神々と7人の英雄
『オリンポスの神々と7人の英雄』(The Heroes of Olympus)は、アメリカ合衆国の作家リック・ライアダン (Rick Riordan) によるファンタジー小説のシリーズ。

## 概要
2005年から2009年にかけて発表された『パーシー・ジャクソンとオリンポスの神々』(Percy Jackson & the Olympians)シリーズの続編にあたる。
シリーズは全5巻からなり、2010年から2015年にかけて毎年1冊ずつ発表された。
日本語版はほるぷ出版より金原瑞人と小林みきの翻訳で発売されている。

## 世界観
ギリシァ神話・ローマ神話の神々は不死身の存在であり、時代に応じて、最も栄えている地域に移動し暮らしている。そして現代、21世紀においては、アメリカ合衆国がその地域である。

### 神々と人間
神々の中には人間と交わり、子を儲けるものもいる。そうした子どもたち『ハーフ』(デミゴットと呼ばれる）は、神から引き継がれた特別な能力を持つ。
戦いの中で生き残るために、一般の人間よりも神経は鋭く、大抵ADHD（注意欠陥・多動性障害）を抱えている。また、頭の中に組み込まれている言語がギリシャのハーフなら古代ギリシャ語、ローマのハーフならラテン語のため、難読症を患っていることが多い。

### ギリシャとローマ
ギリシャ神話の神々とローマ神話の神々は、その呼び名や性格などに若干の違いはあるものの、互いに対応関係にある。
神々はあるときはギリシャ神話の姿を、またあるときはローマ神話の姿をとるため、ハーフにもギリシャ系とローマ系の二種類が存在する。
ハーフたちはトロイ戦争以来の確執を本能的に記憶しているため、神々は、ギリシャ系のハーフたちとローマ系のハーフたちが互いの存在に気づかぬよう、注意を払い続けている。

## 大予言
シーズン1の『最後の神』で、新たな神託となったレイチェル・エリザベス・デアは次の大予言を予知した。ユピテル訓練所では『七名の英雄の予言』と呼ばれている。
以下のがその大予言であり、今シーズンの物語の展開の重要な鍵を握っている。
七名のハーフが呼びかけにこたえる。
世界は嵐もしくは炎によって滅びる。
誓いは最後まで守られる。
敵は武器を手に死の扉を襲う。
Seven half bloods shall answer the call.      To storm or fire the world must fall.         An oath to keep with his final breath.         And foes bear arms to the Doors of Death.

## The Lost Hero (邦題：消えた英雄)
記憶喪失の状態で目を覚ましたジェイソンは、親友だと名乗るリオと、恋人だと言うパイパーと共にハーフ訓練所に向かう。ハーフ訓練所では、パーシー・ジャクソン（シーズン1の主人公）という少年が行方不明になっており、ガールフレンドのアナベス・チェイスが必死に探していた。訓練所で、ヘラが巨人の一人に幽閉されていることが判明、そして神託レイチェル・エリザベス・デアは大予言が始まり、ガイアとその子供の巨人ギガンテスたちが目覚めつつあることを訓練生たちに告げる。そんな中、ジェイソン、パイパー、リオの3人は、ヘラを救うための冒険の旅に出る。旅の途中、雪の女神キオネや、キュクロプス、狼人間のリュカオンといった怪物たちに行く手を阻まれるが、3人はヘラを救出することに成功する。また、ジェイソンは姉のタレイアと再会する。ハーフ訓練所に帰還してから、ジェイソンは自分がローマ側のハーフであることを告白し、行方知れずのパーシー・ジャクソンはローマ側の訓練所にいるだろうと推測する。そして、ジェイソン、パイパー、リオ、アナベスの4人は自分たちが大予言の7人の英雄であると悟り、リオが巨大なギリシャ戦艦アルゴⅡ号を完成させたら、ローマ側の訓練所に行き、残る3人を集めることを決心する。
語り手は、ジェイソン、パイパー、リオの3人である。

## The Son of Neptune (邦題：海神の息子)
パーシー・ジャクソンは、アナベスという名前以外すべての記憶を失った状態で目覚める。その後すぐに狼神ルパによる訓練を受けた後、パーシーはユピテル訓練所を目指し途中怪物に追われるも、無事に訓練所に辿り着く。訓練所でパーシーはどの神の息子か分からないフランク、プルトの娘ヘイゼルの二人と交友を深める。また、パーシーはニコ・ディ・アンジェロと名乗る少年に出会い、彼を知っている気がしてそのことについて尋ねるが、ニコはそれを否定する。その夜、訓練の一環である戦争ゲームの終了直後、軍人マルスが訓練生の前に姿を現す。そこでマルスは、死神タナトスが巨人に囚われているせいで、怪物が死なずに再生し続けていることを知らせる。またフランクを自分の息子だと認め、タナトスを解放する冒険の旅のリーダーに任命する。フランクは旅の仲間としてヘイゼル、パーシーを選び、3人は船に乗りマルスに言われ通りアラスカに向かう。途中、3人はエラというハルピュイアや神馬アリオン、女戦士アマゾン族らと出会い、その協力を得ながら先へ進んでいく。また、ニコがガイアの軍勢に囚われていることを知る。アラスカで3人は巨人を倒し、死神タナトスの解放に成功する。しかし、死神タナトスはこれで怪物の再生を完全に阻止できるわけではないと警告する。完全に阻止するには、囚われたニコがその在り処を知っているであろう『死の扉』を封印しなければならないと言うのだ。その手がかりとして、死神タナトスはローマへ行くよう指示を残す。その後、パーシーたちは途中でタイソン、ミセス・オリアリと合流し、怪物の攻撃下にあるユピテル訓練所の救援に駆けつける。戦闘の最中、アマゾン族も援軍に駆けつけ、訓練所は勝利を収める。パーシーはその功績を称えられ、訓練所のプラエトルに就任する。パーシーは、議会で自分がギリシャ神とのハーフであることを告げ、ローマの訓練生たちに、ガイアの復活を阻止するため、ギリシャを信頼し協力するように求める。そんな中、ユピテル訓練所の上空にジェイソン、パイパー、リオ、そしてアナベスを乗せたアルゴⅡ号が姿を現すのだった。
語り手は、パーシー、フランク、ヘイゼルの3人である。

## The Mark of Athena (邦題：アテナの印)
アルゴⅡ号に乗るアナベス、ジェイソン、パイパー、リオ、ヘッジは、ユピテル訓練所の境界を守るテルミヌスにより行く手を阻まれる。境界内に武器（戦艦アルゴⅡ号）を入れることはできないと主張するテルミヌスを、アナベスが説得し、アルゴⅡ号を空中に待機させることの了承を得る。アナベス、ジェイソン、パイパー、リオの4人は訓練所に降り立ち、パーシーとアナベスは再会を果たす。ジェイソンとパーシーたちはお互いの冒険の旅についての情報を交換し、大予言の英雄がパーシー、アナベス、ジェイソン、パイパー、リオ、フランク、ヘイゼルの7人であることが分かる。そして、死神タナトスの指示通りにローマへ行くことを決断する。その最中、ハルピュイアのエラが以下のような予言を伝える。
知恵の女神の娘、
炎の印に導かれローマを旅する。
終わりなき死の鍵を握るエンジェル、
双子に息を封じられる。
黄金に身を包みし巨人の災い、
痛みをともない糸の檻から解き放たれる。
Wisdom's daughter walks alone.              Mark of Athena burns through Rome.   Twins snuff out the Angel's breath.           Who holds the key to the endless death.                                                          Giants' bane stand gold and pale.            Won with pain through a woven jail     
この予言は、アナベスが母アテナからもらったアテナの印に関するものであり、今回のローマへの旅についての予言でもあった。会議がひとまず終わると、レイナはアナベスを誘い2人で話をする。レイナはアナベスのアテナの印に関して何か知っているようだったが、それを話す前にアルゴⅡ号がユピテル訓練所に爆撃を開始する。怒りに駆られて暴徒と化したローマのハーフたちから、辛うじて逃げアルゴⅡ号へ戻ったアナベスたちが目撃したのは、訓練所に爆撃をするリオの姿だった。パーシーがリオにタックルして気絶させることで爆撃をやめさせ、アナベスはアルゴⅡ号を操縦し、その場から脱出する。意識を取り戻したリオは何も覚えておらず、謎だけが残される。ひとまず一行は、ローマのハーフたちの攻撃により損傷した船のための修理品を手に入れるため、グレートソルトレイクへと向かう。そこでリオはヘイゼルと共に島へ行き、復讐の女神ネメシスと出会う。またそこでナルキッソスとエコーにも出会う。アルゴⅡ号の修理に必要な、ナルキッソスが自分を眺めるために使っている鏡を盗み出し、リオとヘイゼルは船へ戻る。修理後、7人はパイパーの短剣カトプトリスの刃に映し出された映像を元にカンザスへ向かう。パーシーはブラックジャック、ジェイソンはテンペストを呼び出した後、パイパー、パーシー、ジェイソンはそこでバッコスに出会う。パイパーはバッコスに巨人と戦うのを助けて欲しいと説得するが、捧げ物が必要だと告げられる。そしてバッコスは3人に、手がかりが欲しければアトランタへ向かうよう指示する。バッコスが去った後、ガイアがパイパーに語りかけてくる。ガイアはパイパーに生け贄としてジェイソンかパーシーのどちらかを選ぶように迫る。パイパーが選ぶのを拒否すると、ジェイソンとパーシーの目が光り始め、自分たちはタルタロスから出てきた悪霊アイドロンだと名乗り、剣で戦いを始める。ジェイソンは頭を打って気絶し、パーシーはそのままジェイソンを殺そうとする。それを阻止するため、パイパーは話術を使い、ブラックジャックに頭をパーシーを蹴るように命令して気絶させる。船に戻ってから、パイパーは話術を使ってリオ、パーシー、ジェイソンに憑依したアイドロンを3人の体から追放し、二度とアルゴⅡ号に戻らないよう誓わせることに成功する。また、その夜、パーシーはニコが二人の巨人に捕らわれているという夢をみる。そして、巨人達がある像について話しているのを聞く。アトランタに着いてから、パーシーはフランク、ヘッジと共にある水族館へ向かい、ポルキュスとケトに出会う。そこで、パーシーたち7人にはガイアによって懸賞金がかけられていることを知る。また、ポルキュスはパーシーたちにチャールストンにアテナの印についての手がかり、アテナの印に関する地図があるだろう、と口を滑らす。パーシーとフランクはポルキュスに水槽の中に閉じ込められるが、ヘッジの助けにより脱出する。その後、パーシーたちはアルゴⅡ号に戻り、チャールストンへ向かう。ジェイソンは、昔一度レイナとチャールストンに行ったことがあり、像の手がかりがありそうな場所の候補を二つ挙げる。南北戦争の博物館と、バッテリーパークだ。バッテリーパークには幽霊のようなものがいて、女子の前にしか姿を現さないと言う。ジェイソン、リオ、フランクは博物館へ、アナベス、パイパー、ヘイゼルはバッテリーパークへと向かう。バッテリーパークで、アナベスたち3人は、幽霊の正体がパイパーの母アフロディテであることを知る。アフロディテは、地図はチャールストンにあると、アナベスたちに教える。アフロディテとの会話の後、レイナとオクタビアヌスが率いるローマのハーフたちがチャールストンにやって来て、アナベスたちとの間で戦いが勃発する。パーシーたちがローマのハーフたちと戦っているあいだ、アナベスはチャールストンに行き、アテナの印の地図を手に入れる。アナベスはアルゴⅡ号に戻る途中、レイナに阻まれ、投降するように迫られる。アナベスたちがローマに行くなら、それ以上は追わないが、ギリシャへの復讐を待ち望むオクタビアヌスはその代わりにハーフ訓練所へ進軍するだろうと警告する。そして、それを止める力はレイナにないと言う。アナベスはアテナの印を追うと答え、ギリシャとローマの戦いを止めると誓う。アナベスたちは、何とかローマのハーフたちの攻撃から逃れ、チャールストンを脱出する。アナベス、パイパー、ヘイゼルの3人がアフロディテと会っている最中、チャールストンの海に潜り、ネレイスから情報を集めていたパーシーは、ある座標へアルゴⅡ号を向かわせるよう指示する。ネレイスは、その座標へ行けばケイロンの兄弟の助けを得られるだろう、また、アトランタのケトが差し向けてくるだろう怪物にも用心するように、と言っていたらしい。航海の途中、ヘイゼルはリオに、彼女が最初に生きていた人生のフラッシュバックを見せる。そこでリオは自分とそっくりな少年、サミー・バルデスを見て、サミーが自分の曽祖父であることを知る。リオとヘイゼルがフラッシュバックから目覚めてすぐに、アルゴⅡ号はケトが仕向けた怪物に攻撃される。戦いの中、リオ、ヘイゼル、フランクの3人はアルゴⅡ号から投げ出され海へと落下する。溺れそうになっていた3人を助けたのが、ケイロンの親戚イクテュオケンタウロスだった。3人を助けた後、アナベスがローマに着いたときに必要になるだろうティベリヌス（ローマのテベレ川の神）への紹介状を3人に渡す。航海中、アナベスは、パルテノン神殿にかつてあったがローマ人により奪われたアテナ像を、アテナの印に従い自力で見つけなければならないと告白する。その像は今、アテナの子供たちの宿敵アラクネに守られているらしい。アナベスによると、その像がギリシャとローマの戦いを止める鍵になり、そして予言にある『巨人の災い』になるだろうと言う。アルゴⅡ号は大西洋をわたり、ジブラルタル海峡に到着する。その海峡はヘラクレスによって守られており、ジェイソンとパイパーが海峡の通過許可をもらうために、ヘラクレスのいる島に上陸する。ヘラクレスは2人に、アルゴⅡ号が通過するための条件として、同じ島に住む川の神アケオロスの角を取ってくるように命令する。2人は角を取ってくることに成功するが、パイパーはヘラクレスがその角をもらうのにはふさわしくないと判断し、ヘラクレスに渡さないことを決める。その角は様々な食べ物が出てくる『豊穣の角』で、パイパーはそれでヘラクレスの気をそらし、その間にアルゴⅡ号はジブラルタル海峡を通過する。地中海を航海するうちに、アルゴⅡ号はメドゥーサの息子クリュサオルに襲撃されるが、パーシーの機転で倒すことに成功する。そしてパーシーたちは、クリュサオルの船にあった財宝をバッカスに捧げた。ローマに到着してから、ニコの存在を感じ取れると言うヘイゼル、リオ、フランクはニコを探しに行き、パーシーはアナベスがアテナ像を探す旅に出るのを見送る。ヘイゼルたちはガイアの罠にかかり、地下に閉じ込められるが、リオはそこでアルキメデスの発明品を見つけ、脱出に成功する。アナベスを見送った後、パーシーはジェイソン、パイパーと共にカトプトリスに映し出された地下へと向かう。地下に閉じ込められたネレイスの攻撃を生き残り、3人は先へ進みコロッセオの地下へ到着する。そこでパーシーたちは双子の巨人、エピアルテスとオトスを見つけ、ニコを解放する。戦いの中、バッカスが現れ、巨人と戦うジェイソンとパーシーたちの様子に満足し、巨人を滅ぼすのを助ける。そこへ、地下から脱出したリオたちを乗せたアルゴⅡ号が到着する。そして、アルゴⅡ号はアナベスを助けるためにバッカスが指示した場所へ向かう。道中、ニコは『死の扉を封印するには、人間界側とタルタロス側の二箇所の扉を同時に封鎖する必要がある』と告げる。アナベスは何とかアテナ像があるところに辿り着き、それを守るアラクネを罠にかけることに成功する。しかし、罠を見破られアラクネの子供たちに殺されそうになったところを、アルゴⅡ号が援護に駆けつける。アラクネはタルタロスへと続く地下へ墜ちていき、アナベスはアテナ像を取り戻す。ところが、アラクネが吐き出した蜘蛛の糸がアナベスの足首に巻きついており、アナベスはタルタロスへと落下しそうになる。そこをパーシーが何とか引き止めるが、アラクネの力に適わないことを悟る。アナベスはパーシーに自分を放すよう頼むが、パーシーは『二度とアナベスから離れない』と宣言する。パーシーはニコに、自分とアナベスがタルタロス側の死の扉を封鎖すると伝え、残りの仲間を人間界側の死の扉へ案内し、封鎖するよう約束させる。そして、二人はタルタロスへと墜ちて行く。その後、アルゴⅡ号で、ニコはギリシャのエピルスに人間界側の死の扉があり、皆をそこへ連れて行くと伝える。そして、リオはアナベスとパーシーを救い出すことを誓うのだった。
語り手は、アナベス、パーシー、パイパー、リオの4人である。

## The House of Hades (邦題：ハデスの館)
アルゴII号に乗ったヘイゼルと残りの仲間たちは、ギリシャのエピルスを目指してアペニン山脈を越えようと苦戦していた。というのも、山脈に住む神ウレアがアルゴⅡ号に岩を投げてくるためである。ウレアの攻撃をかわすほど高い標高を飛ぶ火力をアルゴⅡ号は持っておらず、また、山脈を避けて地中海を航海するのは、海に精通したパーシーがいない今、とても危険なため、アルゴⅡ号は山脈を越える以外にギリシャへ向かう道はなかった。ヘイゼルは父プルトに助けを祈る。すると、眼下に走るヘイゼルの愛馬アリオンが現れる。ヘイゼルはリオに船を降下させるように頼み、アリオンの元へ向かう。ヘイゼルを乗せたアリオンは嵐が渦巻くローマの遺跡へと向かう。そこでヘイゼルは魔術の女神ヘカテに出会う。ヘカテはヘイゼルたちに4つの選択肢を与える。そのうちヘイゼルは、秘密の抜け道を通る、北へ向かいボローニャを経由してベネチアに行き、アドリア海を渡る旅を選択する。また、ヘカテはヘイゼルに、仲間を守るためにはミストを使いこなして、ある魔女を倒す必要があると告げる。
一方、その間、パーシーとアナベスはタルタロスへと落ちていき、ついにタルタロスの地に降り立つ。二人は過酷なタルタロスの環境で生き抜くため、火の川であり、癒やしの川でもあるプレゲトン川の炎の水を飲む。途中、タルタロスに共に落ちたアラクネに攻撃されるが、パーシーが瞬殺。その後、2人はタルタロス側の死の扉へ向かう、ケリー率いるエムプーサたちを見つけ、後を追うが、気付かれて襲われる。エムプーサたちに殺されそうになったそのとき、イアペトスことボブが現れ、パーシーとアナベスの命を救う。
その頃ボローニャに着いたリオたちは、アルゴⅡ号を二人のドワーフに襲われ、リオのアルキメデスの発明品の球や工具ベルト、パイパーの短剣などが盗まれる。リオとジェイソンは、ドワーフたちを追い、盗まれた物を取り返す。そして、ドワーフたちを逃がすかわりに、ニューヨークに行かせ、ハーフ訓練所に進軍するローマ軍を邪魔するように命令する。その後、アルゴⅡ号はベネチアに到着する。イタリアで生まれ、イタリア語が話せるニコと、フランク、ヘイゼルの3人が船から降りる。ベネチアには、昔アフリカから持ち込まれた怪物カトプレパスが大量に発生していた。このカトプレパスは草食だが、毒ガスを吐くという怪牛だった。3人は、この怪牛の好物である魔法の毒を持つ根を踏んでしてしまいそれに怒った怪物に襲われる。そして、ヘイゼルが毒ガスにやられ、意識を失ってしまう。そこに穀物の神トリプトレモスが現れ、3人をかくまい、ヘイゼルを治せると言う。しかし、トリプトレモスは、ニコとヘイゼルがハデス(プルト)の子供であることを知ると、ヘイゼルを治療することを拒否し、ニコをとうもろこしに変えてしまう。フランクは、トリプトレモスに彼の二輪車の車輪を直すと申し出、その代わりにニコを元の姿に戻し、ヘイゼルを治療するよう迫る。フランクは車輪を回すのに必要なニシキヘビを手に入れて、修理を成功させ、ニコとヘイゼルを救う。また、フランクは、マルスの祝福により、体格が良くなった。トリプトレモスは、3人にエピルスのハデスの館での重要な情報を教え、自分が育てた特別な大麦を持っていくように言う。この大麦のクッキーを食べれば、ハデスの館での毒にも耐えられるというのだ。
その頃、パーシー、アナベス、ボブの一行は、タルタロスに昔地上から落ちてきたとボブが言う、ヘルメスの神殿に向かっていた。ボブによると、ここでならハーフであるパーシーやアナベスでも少しは安全らしい。3人はそこで休憩し、アナベスは、ローマとギリシャのハーフが長年の怨恨をなくし、ローマとギリシャに分裂した神々の人格を合体させるには、レイナがアテナ像をハーフの丘に置かなければならないという夢を見る。夢から醒めた後、アナベスはレイチェルに夢で見たことについてのメッセージを送る。ボブは、パーシーとアナベスが死の扉に向かうのを手伝うと告げ、そのためにはデスミストで姿を隠す必要があり、デスミストを与えてくれるある女の元へいかなければならないと言う。
アルゴⅡ号のヘイゼルたちは、アドリア海のクロアチア沿岸を航海していた。そこで冥界から蘇ったスキロンというポセイドンの息子に出会う。スキロンは肉食の超巨大亀と手を組んでいて、ヘイゼルたちをその巨大亀の餌食にしようとするが、ヘイゼルがミストを操り、自分達の代わりにスキロンを亀の餌食にすることに成功する。そこへ、ヘイゼルの父プルトが現れ、死の扉は、ネクロマンテイオンというギリシャのエピルスの北西の町にあるハデスの寺院の最下層にあると伝える。そして、魔女パシパエによって死の扉は守られていると伝える。一方、パーシーたちはアライという呪いの精にとり囲まれていた。そこでボブは、パーシーが自分の記憶を消した張本人で、自分がイアペトスというタイタン族だったと知る。これにより、ボブの助けを借りれなくなったパーシーはアナベスを守るために瀕死の重傷を負う。パーシーは、ボブに自分のしたことを正直に言わなかったことを謝罪し、アナベスを守ってくれるように頼む。ボブはこれを聞き、アライを倒してパーシーの治療をしてくれるという巨人の元へ2人を連れて行く。
ジェイソンは、レイチェルがレイナにアナベスのメッセージを届ける夢を見る。レイナはこれを聞いて、オクタビアヌスの反対を押し切り、一人でアテナ像を取りに行く決意をする。そして、夢の中でのレイナの言葉から、船をクロアチアのスプリットにある、ディオクレティアヌス宮殿に向かわせるようリオに指示する。そこは、レイナとジェイソンが昔から憧れていたローマの皇帝ディオクレティアヌスの墓があり、ローマの死者の軍隊を操る力を持ったディオクレティアヌスの王笏が眠るという。ジェイソンとニコは王笏を手に入れるため、スプリットに降りる。ディオクレティアヌスの墓で、ジェイソンは後からやって来るレイナのために、行き先を書いたメモを残す。墓でジェイソンたちは、ローマの西風の神ファウォニウスと、彼の上司であり、愛の神で王笏の守り主であるクピドに出会う。クピドは二人に王笏を渡す代わりに、ニコからあることを告白するように迫る。それは、ニコがパーシーにずっと片思いをしており、ハーフ訓練所から逃げたのはそのためだった、というものだった。ニコはそのことを認め、王笏を手に入れる。
アナベスたちは、パーシーを治療できるという、巨人のダマセンの小屋に到着する。ダマセンはアレス（マルス）と戦うために生まれた巨人だったが、アレスと対になるように作られたため、その性格もアレスと反対の、平和主義の巨人だった。小屋でアナベスは大予言
敵は武器を手に死の扉を襲う
の敵が、巨人のダマセン、タイタン族のボブ、ハーフのパーシー、アナベスのことだと推測し、ダマセンに一緒に死の扉まで来るように頼むが、ダマセンはパーシーたちを追ってきた巨人族を食い止めるために断る。そして、ボブ、パーシー、アナベスの3人はデスミストの女の元へと出発する。
パイパーたちは、ギリシャに向かって航海していたが、その途中で天気が荒れ模様になり、アルゴⅡ号は雪の女神キオネに襲われる。リオはアルゴⅡ号から吹き飛ばされ、ジェイソンは氷の柱に変えられてしまい、残りの仲間は船内に閉じ込められ、甲板に残ってキオネと対峙するのはパイパーのみとなる。パイパーは何とか話術を使い、キオネとその兄弟を倒すことに成功するが、キオネの兄弟が残した風の爆弾が起動してしまい、アルゴⅡ号はアフリカの北海岸まで飛ばされる。
一方、アルゴⅡ号から飛ばされたリオは、カリュプソが暮らすオギュギアの島に不時着する。カリュプソもリオも初めは互いのことを嫌いあうが、次第に惹かれあっていく。リオが去る際、カリュプソはリオにキスをする。リオはカリュプソの元に必ず戻り島から救い出すと、ステュクスの川に誓う。
アフリカの北海岸まで飛ばされたジェイソンたちは、ローマの南風の神、アウステルの部下の、嵐の精ウェンティの力を借りてマルタまで行きそこでリオと再会する。マルタから、エピルスの方角に巨大な嵐が渦巻いているのを目撃し、アルゴⅡ号はエピルスに向かう。
パーシーたちは、一度ボブと別れ、不幸の女神アクリスに出会い、デスミストを手に入れる。パーシーとアナベスはアクリスに殺されそうになるが、パーシーが毒を操り、追い払うことに成功する。しかし、女神ニュクス(夜)に行く手を阻まれる。アナベスがニュクスとその子供たちを策にはめ、その隙に2人はその場から逃げる。その後、パーシーたちはボブと再会し、目前に迫った死の扉へと進む。死の扉の正体は、エンパイアステートビルのオリンポスへのエレベーターとそっくりなものだった。普段、死の扉が現れる場所は予測できないが、現在はタルタロスと地上の間のみをつなぐために、鎖でつなぎ止められていた。ボブは、パーシーとアナベスにエレベーターの鎖を切るように言う。また、二人が地上に戻る方法を教える。死の扉と、それをつなぎ止めている鎖、は二人のタイタン族クレイオスとヒュペリオンによって守られていた。ボブがタイタンたちの気を引きつけている間に、パーシーとアナベスがエレベーターの鎖を切ろうとする。しかし、ちょうどその時、タルタロス自身と怪物の軍勢が姿を現し、クリオスとヒュペリオンを一瞬で吸収してしまう。ボブがタルタロスに負けそうになった時、ダマセンが現れ、タルタロスに立ち向かっていく。ダマセンがタルタロスを死の扉から遠ざけ、ボブがエレベーターを守っている間に、パーシーとアナベスは遂に死の扉をくぐり、エレベーターの中に脱出する。
その間、アルゴⅡ号のメンバーはエピルスのネクロマンテイオンへ向かう。リオとヘイゼルは崩れてきた天井によって仲間たちとはぐれ、残りのメンバーは怪物の軍勢に囲まれてしまう。ニコ、ジェイソン、パイパー、フランクは懸命に戦うが、次第に追い込まれていく。ジェイソンは、ディオクレティアヌスの王笏を使って死者の兵を呼び出し、応戦しようとするが、死者の兵はジェイソンの命令に反応しない。それは、ジェイソンが、ハーフ訓練所の経験によりローマのハーフらしくなくなっているからだ、と気付いたフランクが、死者の軍に命令を下す。しかし、フランクの階級は低く、命令を下せる立場ではなかった。そのため、ジェイソンがプラエトルの地位をフランクに譲る。プラエトルに昇進したフランクの命令に、死者の軍勢は従い、その力を借りてフランクたちは怪物の軍団を倒すことに成功する。
そのころ、ヘイゼルとリオは死の扉の前でパシパエとクリュティオス（ヘカテを倒すように創られた巨人）と出会う。ヘイゼルがミストでパシパエを倒してすぐに、意識を失ったパーシーとアナベスが地上に到着する。そこへ、ヘカテが現れ、その力を借りつつ、尚もクリュティオスの攻撃を受けながら、ヘイゼルは死の扉の鎖を断ち切ることに成功する。その後ジェイソンたちが現れ、ヘカテとともにクリュティオスを倒す。戦いが終わった直後、天井が皆の上に崩れ落ちてくるが、ニコとヘイゼルが協力し、シャドートラベルによりその場を逃れる。
ネクロマンテイオンの外で、アルゴⅡ号のメンバーはレイナと再会する。話し合った結果、レイナ、ニコ、ヘッジの3人がハーフ訓練所にシャドートラベルし、アテナ像を届けることに決まる。残りのパーシー、アナベス、ジェイソン、パイパー、リオ、フランク、ヘイゼルの7人はギリシャのアテネに向かい、そこでガイア勢と最終決戦に臨むことになる。レイナたちが出発した後、パーシーはアナベスと甲板でタルタロスでの経験や、二人の将来について話す。終わりにパーシーはボブが星空を恋しがっていたことを思い出し、夜空を見上げ、Bob says helloと言う。
語り手は、パーシー、アナベス、ジェイソン、パイパー、リオ、フランク、ヘイゼルの7人である。

## The Blood of Olympus (邦題：最後の航海)
ジェイソンとパイパー、アナベスの三人は、巨人たちの動向を探るために、イタキ島にヘイゼルのミストの力を借り上陸し、蘇ってきた亡霊たちの集まりに潜入する。そこで、ジェイソンはガイアがアテネで目覚めようとしているという情報を亡霊から聞き出す。そこから逃げる際、1980年代にアラスカで戦死したマイケル・バルスに帝国の金でできた剣で背中を刺され、重傷を負う。そこへユノが現れ、アテネへ行くには、ペロポネソス半島を迂回する航路を取るしか道はない、と警告する。また、勝利の女神ニケのギリシャとローマの統合失調症が治らない限り、ギリシャとローマの溝は埋まらない、と告げる。そして、オリンピアへ行き、ニケを見つけるよう助言する。
その頃、ニコ、レイナ、ヘッジの三人は、アテナ像と共にハーフ訓練所を目指していた。しかし、一回でニコがシャドードライブできる距離には限界があり、途中で力を使い果たしそうになったニコは、誤ってベスビオ火山の上にシャドードライブしてしまう。レイナは母ベローナから与えられた能力パワーシェアで、ニコに自分の力を分け与えることで、ニコは火山から離れたところへのシャドードライブに成功し、三人は火山に突っ込まずにポンペイにたどり着く。ニコとレイナは、ヘッジに最初の見張りを任せ、眠りにつく。夢の中でレイナは、ガイアが放った狩人が自分たちを追っていること、そしてオクタビアヌスがハーフ訓練所の攻撃計画を進めていることを知る。目覚めたあと夕暮れ時に三人は、ガイアが蘇らせた土でできた死者たちに襲われる。ニコがディオクレティアヌスの王笏を使ってローマの死兵たちを操り、死者たちに対抗しようとするが笏は折れ、死兵たちは消えてしまう。間一髪のところでニコがシャドードライブに成功し、三人は危機を脱する。
リオ、パーシー、フランク、ヘイゼルの四人は、ニケを探すためにオリンピアに降り立つ。四人はニケを見つけるが、ニケは重度のギリシャとローマの統合失調症にかかっていた。ニケは四人に戦い殺しあうように要求するが、四人は力を合わせニケを捕らえることに成功する。ニケは、その場にいるリオ、パーシー、フランク、ヘイゼルの四人のうち誰か一人が命を犠牲にしない限り、ガイアを止めることはできないと告げる。四人は、死者をも生き返らせるphysician's cure「医者の薬」の材料として、ピュロスの毒、スパルタでしばられた神の心臓の鼓動、デロスの呪いを探すことを決意する。
ニコ、レイナ、ヘッジの三人はポルトガルにシャドードライブする。ニコは夢のなかでヒュプヌスの息子クロビスに会い、狩人に関するアドバイスをもらうためタレイアにメッセージを伝えてもらう。また、夢を通してハーフ訓練所の会議の様子を見せてもらう。ハーフ訓練所は、ユピテル訓練所のハーフたちの軍勢にすっかり包囲されていた。また、レイチェルの神託の力が失われてしまったことも知る。夢からさめた後、ニコが幽霊を追って行った先でニコは父のハデスに会う。ハデスはニコに、彼らを追っている狩人がオリオンであること、そして予言の7人のハーフのうち一人が死を避けられないことを教え、アテナ像をシャドードライブでハーフ訓練所に送り届けるのは、ニコの身体がもたないだろうと警告する。ハデスと別れた後、ニコたち三人はオリオンの手下であるリュカオンに襲われる。ニコはリュカオンを刺し殺し、そのせいで生まれた影を通ってシャドードライブする。
一方、パイパーとフランクはペリクリメナスの子孫をたずねてピュロスの毒を手に入れる。パイパーの短剣カトプトリスの映像から、次の行き先であるスパルタにはパイパーとアナベスが向かうことが決まる。パイパーは夢で、巨人たちが自分たちの航路を予測していたことを知る。夢の中で、スパルタには巨人ミマスがパイパーたちを待ち受けていることも知る。これを聞いたパーシーは、アナベスとパイパーの二人だけでスパルタに行くことに猛反対するが、アナベスが説得し二人はスパルタへ行く。二人はミマスの攻撃を受けるも、囚われていたマカイを手に入れることに成功する。
レイナたち三人は、プエルトリコの首都サンフアンにシャドードライブする。そこはレイナの故郷であった。レイナは誘拐されるが、その犯人はアルテミスのハンター隊だった。誘拐された先で、レイナはアマゾン族の長で姉のハイラに再会する。アマゾン族とハンター隊は、レイナたちを追っている狩人オリオンに長年仲間を殺され続けており、その復讐のためにレイナたちを餌としてサンフアンに引き寄せたのだ、とハイラは説明する。そこへ、オリオンがやって来る。ハンター隊のフィービー、アマゾン族のキンジーはオリオンの手にかかり、戦死する。レイナとハイラたちは力を合わせ、オリオンへと立ち向かう。ニコとヘッジも助けに駆けつけ、タレイアに連れられ三人はその場を脱出する。レイナは町に現れた幽霊たちに殺人者、裏切り者、と罵られるが、その理由はこの時点では明らかにならない。
アルゴⅡ号は嵐に襲われ、転覆寸前だった。イタキ島で負った傷が悪化して動くのがやっとなジェイソンもベッドから起き上がり、戦いに参加する。嵐の原因を突き止めるため、パーシーとジェイソンは海に潜る。海底では、ガイアと取引したポセイドンの娘の海嵐の女神キュモポレイアが、嵐を引き起こしていた。そこへポリュボテスが現れ、パーシーを毒で殺そうとする。ジェイソンは、ユピテル訓練所とハーフ訓練所にキュモポレイアを祀る神殿を建てるから、ポリュボテスを殺すのを手伝って欲しい、と取引をもちかける。キュモポレイアはこれを承諾する。このことをきっかけに、ジェイソンはガイアとの戦いが終わったあかつきには、ギリシャかローマに関係なく無名の神々たちを祀る仕事をしようと決める。自分がギリシャとローマ双方のオリンポスの子供なのだ、と認めたとき、ジェイソンの傷が治る。
ニコは、レイナが自分の過去について何かを隠していることを感じ取り、相談にのる。レイナは、実は自分の父親を殺してしまったのだ、と告白する。ニコは詳しく話を聞いた後、それはレイナの父親でなく、父親の負の感情が残った狂気の精マニアという存在であり、レイナは実際に父親を殺してしまったわけではない、と慰める。そこへ、オクタビアヌスの手下のブライス・ロレンスが現れ、レイナを捕らえると宣言する。レイナに危害が及びそうになったその時、ニコは怒りを爆発させブライスを幽霊に変え冥界に送ってしまう。力を使い果たしたニコは意識を失ってしまう。目が覚めたニコはレイナとヘッジに自分が闇に溶けかけていたこと、そして三日間昏睡していたことを知らされる。二日後の8月1日になれば、オクタビアヌスはハーフ訓練所への攻撃を開始し、そうすればギリシャとローマの溝を埋めることは不可能になってしまう。ニコは焦るがニコが気を失っている間に、ヘッジは様々な仲間と連絡をとっていた。そして、これ以上シャドートラベルすればこの世から消えてしまうかもしれないニコに代わって、ペガサスの長を始めとしてその仲間たちがアテナ像の輸送の協力に駆けつける。
リオ、フランク、ヘイゼルの三人は、デロス島に着きアポロンとアルテミスに会う。二人はゼウスの命令に逆らったため、ゼウスの怒りに触れないようこの島に隠れていたのだ。リオは自分が作った楽器と引き換えに、医者の薬の最後の材料であるデロスの呪いをアポロンからもらう。アポロンは、医者の薬を手に入れるには治療の神で自分の息子のアスクレピオスに会うよう告げる。フランクとヘイゼルは、アルテミスからオクタビアヌスがキュクロプスが作った投石機を使ってハーフ訓練所を一網打尽にしようと企んでいること、ハーフ訓練所の攻撃のために多くの怪物と手を組んでいることを教わる。アルゴⅡ号に戻る前に、リオはフランクとヘイゼルにガイアを倒す計画を話し、協力してくれるように頼む。リオが自らを犠牲にするつもりだと知った二人は反対するが、リオに説得され渋々承諾する。アスクレピオスのいるエピダウロスに到着すると、リオ、ジェイソン、パイパーの三人はアスクレピオスに会い、ついに死者をも生き返らせる医者の薬を手に入れる。アルゴⅡ号に戻ってからリオはパイパーに医者の薬を渡すふりをするが、実際に渡したのはヘイゼルがミストで作り出した偽物の薬だった。
レイナたちは、ついにアテナ像をロングアイランドまで運ぶ。海上のヨットに着地した三人はオクタビアヌスの右腕のマイク・カハレ、五番コホルスのダコタ、四番コホルスのレイラに見つかるが、タイソンの奇襲によりレイナたちはその場を切り抜ける。ダコタ、レイラにはレイナを捕らえる意志はなく、二人はレイナに協力を申し出る。ヘッジは妻のメリーの元へ向かい、ニコ、ダコタ、レイラの三人はオクタビアヌスの攻撃開始を遅らせるためユピテル訓練所の野営地へ向かう。一人になったレイナの元に、ハイラとタレイアの攻撃を逃れたオリオンがやって来る。レイナとオリオンは戦い、レイナはアテナ像の加護を受けてオリオンに勝利する。
ついにアテネに到着したアルゴⅡ号に、アテネの王と名乗る蛇人間ケクロプスが巨人たちの元への道案内を申し出に来る。しかし、実際はケクロプスはガイアと取引をしていてパイパーたちをはめようとしており、そのことを見破ったパイパーは歌でケクロプスを操って自分たちを裏切ることなく、巨人の元へ連れて行くよう命令する。パーシー、アナベス、パイパーの三人は、ヘイゼルのミストの力も借りて、アテネに侵入するが、パーシーとアナベスは巨人たちに捕まってしまう。アルゴⅡ号で待機していたメンバーが駆けつけるも、パーシーとアナベスの血でついにガイアは目覚めてしまう。
ニコ、ダコタ、レイラの三人は、ユピテル訓練所の野営地に潜入する。ダコタとレイラは自らのコホルスにハーフ訓練所を攻撃しないよう説得に向かう。ニコはオクタビアヌスの暗殺を計画するが、同じくユピテル訓練所の偵察に来ていたハーフ訓練所のウィルとルー、セシルと会う。四人は投石機の照準を狂わせる作戦に出るが、途中でオクタビアヌスに見つかってしまう。オクタビアヌスは、投石機をハーフ訓練所めがけて発射するが、ニコたちの作戦のおかげで狙いはそれた。しかし、発射に怒ったギリシャのハーフたちがついに武装して突撃しようとするが、ちょうどその時ペガサスに乗ったレイナがあらわれハーフの丘にアテナ像を据える。像から金色の光が放たれ、ギリシャとローマの溝は埋まったかのように見えた。しかし、目覚めたガイアの魔の手がハーフ訓練所に伸びる。
アテネで巨人たちを相手に不利な戦いを強いられていたジェイソンたちの元に、統合失調症から回復した神々が応援に駆けつける。巨人たちを一掃したあと、ゼウスはガイアを止めるために7人をロングアイランドへ吹き飛ばす。巨人の攻撃で既にダメージを受けていたアルゴⅡ号は、その移動に耐えきれず崩壊し始める。ジェイソンたちはリオの言葉に従って、墜落しつつある船にリオだけを残し先にハーフ訓練所へ向かう。ハーフの丘ではギリシャとローマの訓練生たちが、オクタビアヌスが集めた怪物の軍勢により包囲されていた。ジェイソンたちは、レイナやニコたち訓練生に加わり怪物と戦い始める。そこへ、それまでアテナ像の力で抑えつけられていたガイアがついに姿を現す。そのとき、アルゴⅡ号と墜落したはずのリオがフェスタスに乗って現れ、ガイアに火の玉を食らわせる。そしてフェスタスはガイアの身体を掴み飛翔し、戦いの舞台は空中へと移る。
一方、ニコはウィルに呼ばれ戦いを抜け、オクタビアヌスの元へ向かう。オクタビアヌスはギリシャ勢を滅ぼしローマを救うことで、ローマの救世主になる夢に取り憑かれていた。そして照準のずれた投石機で、誤って自らを空へ打ち上げてしまう。
ジェイソンはパイパーを連れ、リオの後を追う。ジェイソンの嵐でガイアを力の源である地面から遠ざけ弱らせ、リオの炎で砕き、パイパーの話術でガイアを少しの時間眠らせることに成功する。リオは、自らを火の玉と化してガイアを滅ぼす決意を固めていた。そして、リオはジェイソンとパイパーを逃がした後、自分もろとも炎を爆発させる。空へ打ち上がったオクタビアヌスと共に、ガイアは滅び、再び眠りについた。
ハーフ訓練所とユピテル訓練所は、友好関係を築く。フランク、レイナはプラエトルとしてユピテル訓練所に帰り、ヘイゼルも五番コホルスの隊長に昇格してユピテル訓練所に戻る。ジェイソンとパイパーはハーフ訓練所に残り、パーシーとアナベスは残りの一年の高校生活をニューヨークで終えた後は、ニューローマに移り住みそこの大学に通うことを決める。ニコもハーフ訓練所に残ることを決める。ハルピュイアのエラ、タイソンはユピテル訓練所へ行き、神託の力を失ったままのレイチェルもユピテル訓練所へ行くことになる。シビラの書を暗記しているエラと共に、レイチェルは未来の解読をすることになる。ニコはパーシーに片思いをしていたことを打ち明ける。ジェイソンたちは、リオの身の心配をするがハデス/プルトの子であるニコとヘイゼルは、リオの死を悟っていた。しかし、その死が普通の死の感覚と違うことに、望みを抱く。
自分の身を犠牲にしてガイアを滅ぼしたリオは、フェスタスの背の上で目覚める。そして、オギュギアの島を見つけてカリュプソとの再会を果たす。カリュプソは荷作りを済ませていて、二度とこの島には戻ってこないことを宣言する。リオとカリュプソの二人はフェスタスに乗って飛び立つ。
語り手はジェイソン、パイパー、リオ、レイナ、ニコの五人である。
これでパーシージャクソンシリーズは完結する模様だが、今度はアポロンが主人公のシリーズ「アポロンと5つの神託」が始まる。作者リック・リオーダンの新作は2015年秋に米国で出版予定のMangus Chase and the God of Asgard,Book One~The Sword of Summer~（マグナス・チェイスとアスガルドの神々　夏の剣）で、題名からわかるように北欧神話が元になっているようである。

## 関連書籍

### 外伝 ヘルメスの杖 (The Demigod Diaries)
短編4編を収録した外伝。米国版は2012年8月発表。

#### ルークの日記 (The Diary of Luke Castellan)
タレイア・グレイス、アナベス・チェイスと怪物から逃亡生活していた頃のルーク・キャステランによって書かれた日記。

#### ヘルメスの杖 (Percy Jackson and the Staff of Hermes)
パーシー・ジャクソンが語り手。

#### ブフォードさがし (Leo Valdez and the Quest for Buford)
アルゴⅡ号を制作中にジェイソンたちに起こったハプニングが書かれている。

#### 魔術の女神の息子 (Son of Magic)
筆者リック・リオーダンの息子が執筆した。

## 登場キャラクター

### 神の血を引く者

#### 7人の英雄
ジェイソン・グレイス (Jason Grace)
金髪に青い目。背は高く、典型的な美男子で、いわゆるイケメン。腕には鷲と10本以上の線のタトゥーが入っている。口元には幼い頃ホチキスを食べようとして付けた傷がある。常に冷静であり、4巻ではアルゴⅡ号のリーダー的役割をしている。5巻では、アスクレピオスの診療所を訪れた際に近視であることが分かり、眼鏡をかけ始める。天空の神ユピテルの息子。そのため、空中を飛行でき、雷や風を操ることができる。現在16歳で、ユピテル訓練所のプラエトルだった。しかし、4巻の『ハデスの館』ではプラエトルの座をフランク・チャンに譲る。ローマのユピテル訓練所のやり方に疑問を抱いていて、ガイアとの戦いが終わったら、ハーフ訓練所にパイパー、リオと戻ることを望んでいる。普段はコインの姿をしているが弾くと剣になる魔法の武器を使っていたが、1巻の『消えた英雄』で巨人との戦いで破壊される。ゼウスの娘であるタレイアとは姉弟関係にある。3巻の『アテナの印』で、レイナに恋愛感情は持っていないとパイパーに伝える。パイパー・マクリーンのボーイフレンド。
パイパー・マクリーン (Piper McLean)
チョコレート色の髪に、光の加減によって色が変わって見える万華鏡のような目をしている。現在15歳。愛と美の女神アフロディテの娘で美人。第1話にてドルー・タナカよりも冒険の数が多いことからアフロディテコテージのリーダーに就任。目立つことが苦手なためか、いつも地味な恰好をしている。アフロディテの子であるため、「愛の言語」ことフランス語を生まれつき話すことができる。また、話術で他人を説得し思い通りにする力を持つ。話術の能力はアフロディテの子供の中でもまれな能力である。第5話では手先の器用さも描写されている。武器は、トロイア戦争のヘレネが使用していたナイフ、カトプトリス。この刃には未来の出来事が映し出されることがある。父は有名な役者でチェロキー族のトリスタン・マクリーン。幼少期のトラウマにより、ベジタリアンである。ジェイソンの気持ちがレイナに傾いているのではないかと恐れていた。ジェイソン・グレイスのガールフレンド。
リオ・バルデス (Leo Valdez)
カールの掛かった黒髪に茶褐色の目。耳は尖っていて、いたずらっぽい笑みが特徴的。お調子者でユーモアのセンスが抜群。幼少期にガイアの企みにより母エスペランサを無くす。その後は里親や親戚の元を転々としていた。現在15歳でヘパイストスの息子。そのため手先が器用で、ヘパイストスの子供にはまれであるが炎を操る力を持つ。アルゴⅡ号の設計者。ある程度制限はあるが、たいてい何でも取り出すことのできる魔法の工具ベルトを身につけている。3巻『アテナの印』では、ヘイゼルの元恋人サミー・バルデスの子孫であることが判明。4巻『ハデスの館』では、出会ったカリュプソと恋に落ち、カリュプソの元を去る際、必ず戻って来て外の世界に連れ出すと、ステュクスの川に誓う。5巻でガイアを倒すために自ら犠牲となるが医者の薬をフェスタスに注射されたことにより蘇り、カリュプソと再会する。
パーシー・ジャクソン (Percy Jackson)
前シリーズの主人公。癖のある黒髪に海色の目。海神ポセイドンの息子。ハンサムな美男子でかっこいい。パイパー・マクリーンからは今時の男子でやんちゃなタイプと評価されている。魅力的だ、と神々からもいわれており、モテる。笑顔は悪戯っぽく、ユーモアのセンスが抜群。直感が鋭く、頭の回転が早い。現在16歳で、ハーフ訓練所のリーダーであり、2巻『海神の息子』では、記憶をなくした状態でユピテル訓練所に送り込まれるが、ヘイゼル・レベックやフランク・チャンと共に訓練所を危機から救った功績を認められ、ユピテル訓練所のプラエトルに就任。3巻末にてアナベス・チェイスと共にタルタロスに落ちるが、4巻『ハデスの館』で脱出、プラエトルの座をフランクに譲ることに同意する。最も強力なハーフだ、とニコに言われている。剣の達人。8月18日生まれ。水を自在に操る力を持つ。水以外でも、液体状の物は操ることが可能。4巻『ハデスの館』では、毒を自在に操る姿が見られる。水中でも呼吸可能で、水圧に耐性がある。自分の意思でない限り、水に濡れることはない。馬や海の生き物と会話できる能力を持つ。ペガサスのブラックジャックとは長い付き合い。大人になったハーフが大学へ行き、家族を持ち、平和に暮らせるユピテル訓練所を見て、アナベスと共にここで暮らしたいと思うようになる。武器は、使用しないときはボールペンの姿の剣、アナクルーズモス。ペンのキャップを取ると、剣になる。4巻『ハデスの館』では、取ったキャップをペンの尻に差すとボールペンとして使用できることが明らかになる。アナベス・チェイスのボーイフレンド。
ヘイゼル・レベック (Hazel Levesque)
カールの掛かった茶髪に、黄金色の目。小柄では可愛らしい顔立ちをしている。死者の神プルトの娘で、現在13歳。大人っぽく、落ち着いている。貴金属を思い通りに操る力を持つ。船酔いしやすい体質。一度ガイアの罠にはまり、母と共に死ぬが、ハデスの息子のニコ・ディ・アンジェロの手により、現代に蘇る。3巻『アテナの印』では昔好きだったサミー・バルデスの面影を残すリオに複雑な感情を抱く。愛馬は2巻『海神の息子』で手なずけたアリオン。4巻『ハデスの館』ではミストを操る力を習得する。第5巻では第5コホルスの隊長になったことをうかがわせるような描写があった。フランク・チャンのガールフレンド。
フランク・チャン (Frank Zhang)
短い黒髪に茶色の目。アジア系カナダ人。マルスの息子。がっしりとした体型に似合わず、幼い顔立ちをしている。しかし、4巻『ハデスの館』では、彼の戦いに感心したマルスの祝福により、背がより高く、顔つきも大人びた。第2巻にて、隊長に就任、死神タナトスを解放した。母は戦死し、祖母も同巻にて死亡がうかがえる。難読症やADHDを患っていない数少ないハーフ。現在16歳。戦の神マルスの息子だが、母方にポセイドンの血も引いているため、『賜物』と呼ばれ一族に伝わっている変身能力がある（物語の中では、ゾウや熊、ドラゴンなど様々な動物に変身している）。その能力は冒険の旅の中で、大変重宝されている。弓の名手。生まれたときに与えられた薪は、彼の命と深く結びついていて、薪が燃えると彼も死んでしまう。2巻『海神の息子』では、その薪をヘイゼル・レベックーに預けた。しかし、4巻『ハデスの館』で、リオに耐火性の布を作ってもらい、それに薪を入れて自分で持ち歩く。4巻でユピテル訓練所のプラエトルに就任し、5巻ではヘイゼル、レイナと共にユピテル訓練所へ戻る。ヘイゼル・レベックのボーイフレンド。
アナベス・チェイス (Annabeth Chase)
毛先がカールした金髪に嵐のような灰色の目。背は高い。知と戦術の女神アテナの娘で容姿端麗。シリーズ中では尊敬の対象として描かれている。7月12日生まれで、現在17歳。頭脳明晰で戦略に長けている。努力家で、ずば抜けた運動神経を持っている。建築が好き。訓練所で一番頭がよく、アテナの子供の中で一番賢い。パーシーからは完璧なハーフ、と言われている。クモ恐怖症。3巻の『アテナの印』でパーシーと再会した際、パーシーに柔道の技をかけたことから、武道にたしなんでいることがうかがわれる。3巻にて長年行方が不明だったアテナ像をアテナとそのこどもたちの最大の敵であるアラクネから取り戻すものの、直後にパーシーと共にタルタロスに落ちる。4巻『ハデスの館』でタルタロスに落ちた時に愛用だった武器で昔の想い人ルーク・キャステランから貰ったナイフ、ダイダロスのパソコンをなくすがギガンテスのダマセンからドラゴンの骨でできた剣をもらう。持っている魔法のアイテム、かぶると姿が消える隠れ帽は、母アテナからもらった贈り物。3巻『アテナの印』では、母アテナと口論したことにより、その魔法の効果は消えてしまっている。オリンポス山がクロノスの攻撃により破壊されてから、オリンポス山の修復・再建築のリーダーに任命されている。アルゴⅡ号でのリーダー的存在。パーシー・ジャクソンのガールフレンド。

#### ギリシャ系
タレイア・グレイス (Thalia Grace)
つんつんと立った黒髪に、真っ青な目。天空の神ゼウスの娘だが、高所恐怖症のため、弟ジェイソンのように空を飛ぶことはできない。雷を操れる。現在アルテミスのハンター隊の副官を務めている。ハンター隊に入ってからは、年をとらないため、本来なら20歳過ぎだが15、6歳の姿をしている。魔法のアイテムとして、父ゼウスから贈られた盾アイギスを所持している。武器は、ハンター隊に入る前は槍（使わないときには催涙スプレーの缶として携帯）を使っていたが、現在では主に弓矢とナイフ。
ニコ・ディ・アンジェロ (Nico di Angelo)
ぼさぼさの黒髪に黒い目。死者の神ハデスの息子。そのため霊やゾンビの軍隊を呼び出すなど、死者を蘇らせる力を持つ。影を伝って高速で移動するシャドードライブが可能。第二次世界大戦前に生まれたが、時間の流れが止まっているロータス・カジノ・ホテルに姉のビアンカ（シーズン1『タイタンの呪い』で死亡）と共にいたため、現在13，4歳ほど。武器はステュクスの鉄でできた剣。3巻『アテナの印』では双子の巨人に囚われていたが、パーシー、ジェイソン、パイパーの手により救出される。怪物の蘇りを阻止するための手がかりを握る重要人物。4巻『ハデスの館』でパーシーに恋愛的な感情を持っていることが明らかになる。5巻のラストではハーフ訓練所のアポロンコテージのウィル・ソラスに惹かれているような描写がある。

#### ローマ系
レイナ (Reyna)
黒髪に黒曜石のような真っ黒な目。現在16歳で、ローマ神話の戦の女神ベローナの娘。美人。戦闘能力は高い。ユピテル訓練所のプラエトルの一人。ヘカテの娘の魔女キルケの下で、姉のハイラと暮らしていたが、シーズン1『魔海の冒険』でパーシーとアナベスがキルケの島を破壊したことにより、住処を追われる。その後、プラエトルに就任し、同じくプラエトルのジェイソンに恋心を抱くも、ジェイソンはユノの仕業で記憶喪失の状態でハーフ訓練所に送られ、パイパーと恋に落ちてしまう。代わりにやって来たパーシーに初めは嫌悪感を抱くものの、好きになりそれとなく告白するが、アナベスがいることを理由にふられる。愛馬は、ペガサスのスキピオ。人の嘘を見抜く力を持った猟犬アージェンタムとオーラム（ラテン語で『金』と『銀』の意）を連れている。3巻『アテナの印』では、アナベスに旅に関する重要な情報を伝える。また、4巻『ハデスの館』では、ハーフ訓練所とユピテル訓練所の間の戦いを止めるべく、周囲の反対を押し切り一人アルゴⅡ号の元へ向かう。
オクタビアヌス (Octavian)
預言の神アポロの子孫。細身でガリガリ。ユピテル訓練所のアウグルで、ぬいぐるみを割いてその綿により未来を占う。ギリシャが嫌いで、パーシーを毛嫌いしている。3巻『アテナの印』では、アルゴⅡ号によりユピテル訓練所を爆撃されたことへの報復として、ハーフ訓練所への進軍を開始する。5巻で誤って自らを投石機で打ち上げてしまい、死亡。
ハイラ (Hylla)
ローマ神話の戦の女神ベローナの娘。レイナの姉。パーシーとアナベスにキルケの島を破壊されてから、アマゾン族として生きることを決意。現在ではアマゾン族の女王。2巻『海神の息子』では、妹レイナのユピテル訓練所の危機を救うために、援軍として駆けつけた。

### 精霊・動物など
グリースン・ヘッジ (Gleeson Hedge)
サテュロス。
シーズン1では『最後の神』に名前のみ登場した。1巻の『消えた英雄』では、リオとパイパーのココハグ高校で、体育科の教師として2人を保護観察下においていた。道中、風の精アウラのメリーと相思相愛の仲になり、結婚した模様。夫婦で、パイパーの父、トリスタン・マクリーンのサポート業務につく。3巻『アテナの印』では、アルゴⅡの乗組員として登場。4巻『ハデスの館』では、メリーとの間に子供ができているとの記述あり。最後には、メリーに会うためハーフ訓練所に戻ることを決意。7人のハーフたちを監督する保護者のような位置づけである。その言動は乱暴で、交戦的だが、実際は思いやりが深い。
フェスタス (Festus)
機械仕掛けのドラゴン。 前作『パーシー・ジャクソンとオリンポスの神々』シリーズでは短編『青銅のドラゴン』に登場した。その後、リオの手により修理・改造され、1巻の『消えた英雄』では、ジェイソンたちの冒険の旅の足として活躍した。しかし旅の途中で敵の女神キオネの策略により墜落して粉砕。残った頭の部分だけがアルゴⅡの船首として再利用されている。5巻のラストで再びドラゴンとして蘇る。
カリュプソ (Calypso)
シーズン1の『迷宮の戦い』で、瀕死のパーシーを介抱したタイタン族で、アトラスの娘。美人。キャラメル色の髪と目で、シナモンの香りがする。最初の、神々とタイタン族との戦いで、タイタン族に味方したことから、魔法の島、オギュギアに幽閉されている。平和主義のタイタン族を解放するというパーシーとの約束にもかかわらず、未だ幽閉されたままである。4巻『ハデスの館』では、雪の女神キオネによりアルゴⅡ号から吹き飛ばされたリオと出会い、初めはリオのことを嫌うが、後に惹かれる。5巻のラストでリオと共にオギュギアの島を離れ、旅に出る。
ルパ (Lupa)
狼。ローマ神話においてロムルスとレムスを養育したとされる。ユピテル訓練所に向かう者は、まずルパにより訓練を受けてから訓練所へと旅をする。
エラ (Ella)
ハルピュイア。2巻『海神の息子』でシアトルで囚われの身だったところをパーシーたちに救われる。タイソンと出会い、彼のことを好いている模様。
記憶力が大変よく、重大な予言の一部を覚えている。3巻『アテナの印』では、ローマへ向かうパーシーたちに関係する予言を伝えた。タイソンに付き添われて、現在はハーフ訓練所にいる。神託のレイチェルと予言の解析にあたっているとの説明がある。5巻のラストではレイチェルと共にユピテル訓練所へ向かう。
アリオン (Arion)
神馬。そのため、不死。神馬の中でも特に走るスピードが速い。2巻『海神の息子』では、アマゾン族に檻に閉じ込められていたが、ヘイゼルが手なずけた。好物は金。3巻『アテナの印』や4巻『ハデスの館』でもその活躍が見られる。
ときどきパーシーも訳したくなくなる暴言を吐く。
タイソン (Tyson)
パーシーの異母兄弟のキュクロプス。海底のキュクロプスの鍛冶場で働いていたため、武器を作るのが得意。シーズン1の『最後の神』ではキュクロプスの軍隊を率いる将軍に任命された。お気に入りの武器は棍棒。ピーナッツバターが大好き。2巻の『海神の息子』で、エラと出会い、彼女のことを好いている。行方不明のパーシーを追って、ユピテル訓練所の救援に地獄の番犬ミセス・オリアリと駆けつけた。現在はエラと共にハーフ訓練所にいる。
ミセス・オリアリ (Mrs.O'Leary)
世界で唯一友好的な地獄の番犬。シーズン1の『迷宮の戦い』でクインタス（ダイダロス）の愛犬として登場。ダイダロスが死んでからは、ハーフ訓練所で飼われている。パーシーが大好きだが、ベッケンドルフ（シーズン1『最後の神』で戦死）、ニコ、タイソンにもなついている。2巻の『海神の息子』では、行方不明のパーシーを追って、ユピテル訓練所の救援に駆けつける。3巻『アテナの印』でエラとタイソンをハーフ訓練所に無事に送り届けた。影を伝って高速で移動するシャドードライブができる。
ブラックジャック (Blackjack)
翼まで漆黒色のペガサス。シーズン1の『魔海の冒険』で、ルーク・キャステランの乗る船、プリンセス・アンドロメダ号に捕らわれていたところを、パーシーに助けられて以来、パーシーのことを親分と呼び、慕っている。パーシーの呼びかけに答え、3巻『アテナの印』にも登場する。
テンペスト (Tempest)
ウェンティと呼ばれる、ローマ神話の嵐の精。1巻『消えた英雄』で、ジェイソンが手なずけた。3巻『アテナの印』でも、ジェイソンの召喚に応じ、登場する。
スキピオ (Scipio)
レイナの愛馬のペガサス。4巻『ハデスの館』では、レイナを乗せ大西洋を渡り、アルゴⅡ号に到着するが、度重なる攻撃による怪我と疲労により死んでしまう。

### 人間
レイチェル・エリザベス・デア (Rachel Elizabeth Dare)
赤毛に緑の目。父親は有名な土地開発者。ミストに惑わされない少女として、シーズン1の『タイタンの呪い』から登場。シーズン1の『最後の神』で、デルフォイの神託の霊を自らの体に受け入れ、新たな神託となった。第2の大予言を予知した。神話の世界に関わる一方で、クラリオン女子学校に通っている。5巻で神託としての力を失う。